# Madres de los sábados

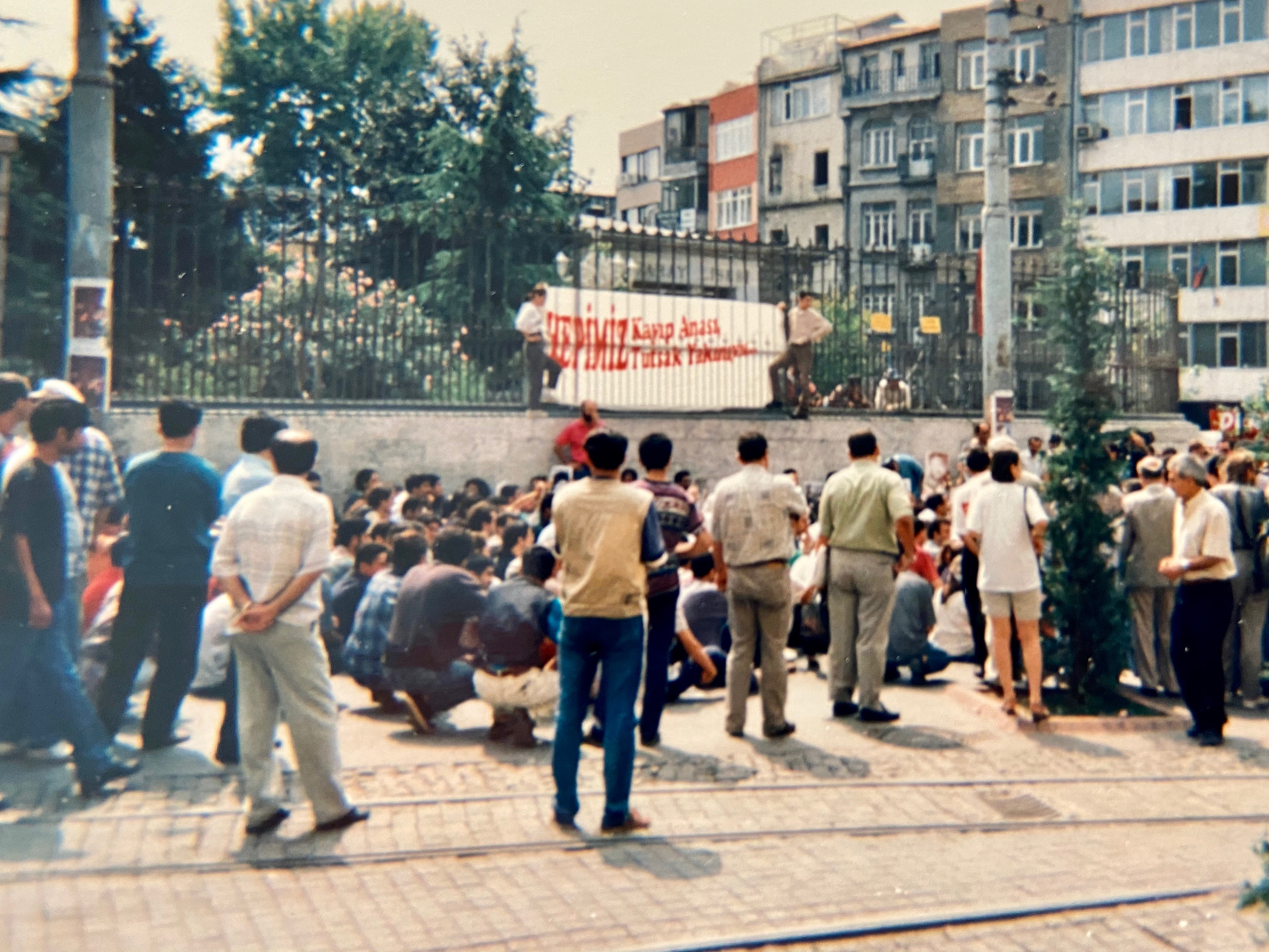
Madres de los sábados, Estambul, circa 1995

Las Madres de los sábados (Cumartesi Anneleri) es una agrupación que se reúne media hora,  a las 12 PM cada sábado en Galatasaray (distrito), Estambul (Turquía). Recuerdan con fotografías a sus seres queridos, desaparecidos. Esta agrupación está compuesta principalmente por madres de víctimas, y es reconocida como modelo de Desobediencia civil. Combinan silenciosas sentadas con vigilias comunitarias como su método de protesta contra las desapariciones forzadas y asesinatos políticos en Turquía durante el golpe militar de 1980 y el OHAL de 1990s. El 25 de octubre de 2014, hicieron su sentada de protesta número 500.

"Pude llorar después de que empecé a participar en las Madres de los sábados; antes lloraba en soledad, no podría expresar mi sufrimiento."
Una Madre de los Sabados

Según la Asociación de Derechos humanos, entre 1992 y 1996, 792 desapariciones y asesinatos forzados por el estado han sido reportados en las regiones kurdas de Turquía, y existen muchas personas más cuya desaparición no ha sido denunciada. (Véase también, OHAL.)
Influenciadas por las Madres del Plaza de Mayo, su primera sentada fue el 27 de mayo de 1995. Después de enfrentarse a los ataques violentos de la policía casi todas las semanas, el 13 de marzo de 1999, se vieron obligadas a detener su protesta tras una serie de ataques particularmente duros por parte de la policía y a raíz del trauma que ocasionó en los participantes Reanudaron sus protestas el 31 de enero de 2009. En la actualidad, el grupo que comenzó con cerca de 30 personas cuenta con miles de participantes.
Sus demandas principales incluyen:
- Aumentar la conciencia acerca de la violencia patrocinada por el Estado, la militarización y el militarismo en Turquía.[11]
- Que los archivos de documentos estatales puedan abrirse para consulta pública con el fin de sacar a la luz asesinatos políticos patrocinados por el estado.[12][13]
- Realizar cambios en el código penal turco con el fin de retirar el estatuto de limitación de asesinatos políticos y desapariciones forzadas.[12][13]
- Turquía debe firmar la Convención Internacional para la protección de todas las Personas contra las Desapariciones Forzadas.[12][13]

En 2013, fueron galardonadas con el Premio Internacional Hrant Dink.